# Termaladera timorana
Termaladera timorana är en skalbaggsart som beskrevs av Brenske 1899. Termaladera timorana ingår i släktet Termaladera och familjen Melolonthidae. Inga underarter finns listade i Catalogue of Life.